# Parafia św. Marcina w Świekatowie
Parafia Świętego Marcina w Świekatowie – rzymskokatolicka parafia w Świekatowie. Należy do dekanatu lubiewskiego diecezji pelplińskiej. Erygowana w 1277 roku.